# Skorygowany obwód szyi
Skorygowany obwód szyi – prosty wskaźnik, mający pomocnicze znaczenie w diagnostyce zespołu bezdechu śródsennego, pozwalający na stratyfikację ryzyka jego wystąpienia u osób otyłych.
Wyznaczenie skorygowanego obwodu szyi, polega na dodaniu do faktycznego obwodu szyi:
- +4 – w przypadku występowania nadciśnienia tętniczego
- +3 – w przypadkach chrapania lub zaobserwowanego nocnego dławienia się lub duszenia

## Interpretacja wyniku
Oszacowanie ryzyka zespołu bezdechu śródsennego:
- poniżej 43 – ryzyko małe
- 43-48 – ryzyko umiarkowane
- powyżej 48 – ryzyko duże